# Пелим (смт)
Пели́м (рос. Пелым) — селище міського типу, центр Пелимського міського округу Свердловської області.
Населення — 3376 осіб (2010, 3708 у 2002).

## Події
29 березня 2023 р. в селищі Пелим стався вибух на газопроводі Ямбург-Єлець.